# جمال تشارلز
جمال تشارلز (24 نوفمبر 1995 في غرينادا - ) هو لاعب كرة قدم غرينادا في مركز الوسط. شارك مع منتخب غرينادا لكرة القدم.

## وصلات خارجية
- جمال تشارلز على موقع قاعدة بيانات كرة القدم.إي يو (الإنجليزية)
- جمال تشارلز على موقع ناشيونال فوتبول تيمز (الإنجليزية)
- جمال تشارلز على موقع Soccerway.com (الإنجليزية)
- جمال تشارلز على موقع عالم كرة القدم.نت (الإنجليزية)